# MVV Maastricht
Pour les articles homonymes, voir MVV.
Maillots
Dernière mise à jour : 18 avril 2025.
Le MVV Maastricht (Maatschappelijke Voetbal Vereniging Maastricht), est un club néerlandais de football, basé à Maastricht.

## Historique
- 1902 : fondation du club sous le nom de MVV Maastricht
- 1904 : fusion avec le MVC Maastricht en MFC Maastricht
- 1908 : fusion avec le Vitesse Maastricht en MVV Maastricht '02
- 1910 : fusion avec le HBS Maastricht et le Concordia Maastricht en MVV Mastricht '02
- 1978 : le club est renommé MVV Maastricht

## Palmarès
- Eerste Divisie
  - Champion : 1984, 1997
- Coupe Intertoto
  - Vainqueur : 1970